# Локса
Локса (ест. Loksa linn) је град у округу Харју, северна Естонија. Град има, према попису из 2009. године, 3.405 становника и покрива површину од 3,8 км², а густина насељености је 896,05 становника по км².

## Историја
Село Локса се први пут помиње 1687, али то подручје је данас познато као село Котка.
Од почетка 1990-их година популација Локсе је пала за више од једне петине. То је углавном узроковано растом незапослености, што је резултовало затварањем или смањењем неколико компанија. Главне етничке групе су Руси, који чине око 57% целокупног становништва, док Естонци чине мање од једне трећине свих становника.
Село Локса први пут се спомиње 1687. године. Изграђена је циглана око које је створен град. Године 1903. основано је бродоградилиште. Циглана је била затворена 1981, али је бродоградилиште проширено и остаје до данас главни послодавац у граду.
Историја образовања у Локси датира од децембра 1867, када је учитељ Јакоб Јантер почео да подучава двадесеторо деце у локалној фармерској кући, а прва школа је изграђена 1903.